# Anton Christoforidis
Anton Christoforidis (* 26. Mai 1917 in Mersin; † 31. Oktober 1985 in Athen) war ein griechischer Boxer. Er war Weltmeister und Europameister der Berufsboxer im Mittelgewicht bzw. Halbschwergewicht.

## Werdegang
Anton Christoforidis begann als Jugendlicher in seiner griechischen Heimat mit dem Boxen. Er ging aber schon mit 17 Jahren nach Frankreich, um Berufsboxer zu werden. Seinen ersten Profikampf soll er am 6. März 1935 in Paris gegen den Spanier Francisco Garcia Lluch bestritten haben. Diesen Kampf gewann er über 10 Runden nach Punkten. Nach anderen Quellen soll er aber schon vor diesem Kampf neun Kämpfe bestritten haben, von denen zwar die Gegner namentlich nicht bekannt sind, die er aber alle gewonnen haben soll.
Am 3. September 1935 kämpfte er in Paris gegen den Kubaner Kid Tunero, der kurz vorher zweimal gegen Marcel Thil aus Frankreich, allerdings erfolglos, um die IBF-Weltmeisterschaft im Mittelgewicht geboxt hatte, unentschieden. Mit diesem Kampf war er auf einen Schlag in der europäischen Boxszene bekannt. In den nächsten Jahren gewann er gegen so gute Boxer wie Adrien Anneet aus Belgien, Assane Diouf aus Frankreich (Senegal) und Marian Casadei aus Italien und boxte gegen Edouard Tenet aus Frankreich unentschieden. Er unterlag aber auch zweimal in weiteren Kämpfen gegen Kid Tunero und in einem Kampf gegen Edouard Tenet.
Am 14. Januar 1938 landete Anton Christoforidis, der ein hervorragender Techniker war, aber über keine "schwere" Schlaghand verfügte, in Berlin einen überraschenden Punktsieg über den deutschen Weltergewichts-Europameister Gustav Eder, der auch im Mittelgewicht einen Titelkampf um die EBU-Europameisterschaft anstrebte. Auch im Rückkampf am 6. Mai 1938 in Berlin gelang es Gustav Eder nicht, Anton Christoforidis zu schlagen. Dieser Kampf ging unentschieden aus. In einem weiteren Ausscheidungskampf für das Herausforderungsrecht an den amtierenden Europameister im Mittelgewicht Edouard Tenet unterlag Anton Christoforidis am 23. Mai 1938 in Rotterdam gegen den Niederländer Bep van Klaveren nach 10 Runden nach Punkten. Am 14. November 1938 wurde Anton Christoforidis dann in Rotterdam durch einen Punktsieg nach 15 Runden über Bep van Klaveren, der im Juli 1938 Edouard Tenet entthront hatte, neuer Europameister im Mittelgewicht.
Bereits zwei Monate später, am 10. Januar 1939 verlor Anton Christoforidis diesen Titel in Paris allerdings schon wieder durch eine Punktniederlage nach 15 Runden an Edouard Tenet. Nach dieser Niederlage kämpfte er nur noch einmal nach Europa und ging bei Ausbruch des Zweiten Weltkrieges in die Vereinigten Staaten. Er wurde dort in Cleveland/Ohio ansässig. Am 5. Januar 1940 bestritt er im Madison Square Garden in New York seinen ersten Kampf in den USA, in dem er Willie Pavlovich nach Punkten besiegte. Es folgten in den nächsten Monaten sechs weitere Siege über amerikanische Gegner. Am 15. November 1940 traf er in Cleveland auf den in der Weltrangliste ganz oben stehenden US-Amerikaner Jimmy Bivins. Das Kampfgericht gab nach 10 Runden Jimmy Bivins den Punktsieg. Anton Christoforidis und seine Anhänger waren mit diesem Urteil nicht einverstanden. Es kam daher schon am 2. Dezember 1940, wieder in Cleveland, zum Revanchekampf, in dem Anton Christoforidis einstimmig nach Punkten gewann.
Am 13. Januar 1941 erhielt Anton Christoforidis dann die Chance in Cleveland gegen den erfahrenen US-Amerikaner Melio Bettina, der schon Weltmeister gewesen war und mit den Weltklasseboxern Fred Apostoli und Billy Conn im Ring gestanden war, um den vakanten NBA-Weltmeistertitel im Halbschwergewicht zu boxen. Er fasste diese Gelegenheit beim Schopfe und punktete Bettina über 15 Runden aus und war damit neuer NBA-Weltmeister im Halbschwergewicht.
Nach zwei Nichttitelkämpfen, die er gegen Italo Colonello und Johnny "Bandit" Romero gewann, verlor Anton Christoforidis seinen WM-Titel am 22. Mai 1941 im Madison Square Garden in New York durch eine Punktniederlage nach 15 Runden an Gus Lesnevich.
In seiner weiteren Karriere kam Anton Christoforidis zu keinen Titelfights mehr. In einem sehr interessanten Kampf verlor er am 12. Januar 1942 in Cincinnati gegen den jungen Ezzard Charles, der 1950 Joe Louis besiegen sollte und Schwergewichts-Weltmeister wurde, durch techn. KO in der 3. Runde. Er war in diesem Kampf zweimal am Boden. Am 23. Februar 1943 unterlag Anton Christoforidis in Cleveland um den "Duration"-Halbschwergewichtstitel gegen Jimmy Bivins nach 15 Runden nach Punkten. Schließlich unterlag er am 21. April 1943 in Cleveland auch noch gegen den kommenden Mann im Halbschwergewicht, den US-Amerikaner Lloyd Marshall nach 10 Runden nach Punkten.
Vom Sommer 1943 an bis in den Sommer 1945 diente Anton Christoforidis in der US-Navy.
Nach Beendigung des Zweiten Weltkrieges kämpfte er 1946 noch insgesamt viermal. Er gewann dabei seine beiden ersten Kämpfe gegen zweitklassige Gegner, verlor aber am 22. November 1946 in Detroit gegen Steve Belloise aus den USA durch KO in der 10. Runde und gegen den starken Exil-Esten Anton Raadik durch KO in der 8. Runde. Nach diesen Niederlagen beendete er seine aktive Boxerlaufbahn.

## Nach dem Boxen
Anton Christoforidis führte in den nächsten Jahren zusammen mit seiner Frau ein Restaurant mit Bar in Geneva/Ohio. 1961 wurde seine Ehe geschieden. 1968 gab er das Restaurant auf und lebte von da an in Florida im Ruhestand. 1971 kehrte er erstmals für 45 Tage nach Griechenland zurück. Er wurde dort von seinen Landsleuten, die ihn nicht vergessen hatten, stürmisch gefeiert. 1985 hielt er sich zu einem weiteren Besuch in Griechenland auf, während dessen er am 31. Oktober infolge eines Herzinfarkts verstarb.